# مقاطعة بشنتشا
بشنتشا هي مقاطعة في الإكوادور تقع في منطقة سييرا الشمالية؛ عاصمتها وأكبر مدنها هي كيتو. قبل عام 2008، كان كانتون سانتو دومينغو دي لوس كولورادوس جزء من مقاطعة بشنتشا. أصبح منذ ذلك الحين تابع لمقاطعة خاصة به وهي سانتو دومينغو دا لوس تساتشيلاس.

## كانتونات
وتنقسم المقاطعة إلى 8 كانتونات :